# Ни богов, ни господ

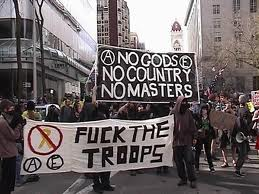
Марширующие анархисты, на одном из плакатов которых написано «Ни богов, ни государств, ни господ» (No Gods, No Country, No Masters)

Ни богов, ни господ (англ. No gods, no masters) — анархистский и профсоюзный лозунг.

## История

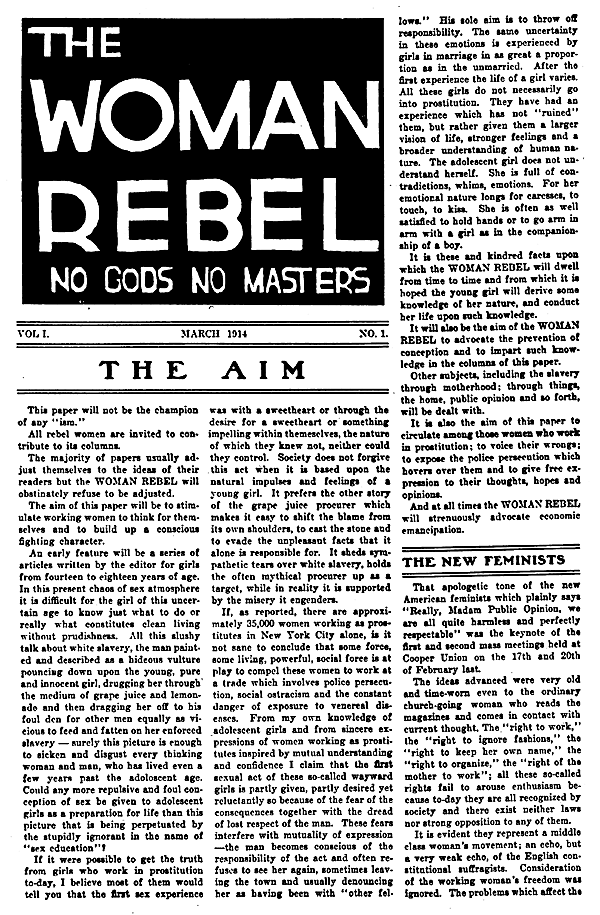
Первый выпуск «The Woman Rebel», 1914 год

Незадолго перед своей смертью французский социалист Луи Бланки начал выпускать газету «Ни бога, ни господина».
Лозунг активно использовался английскими анархистами в конце XIX века. Во время забастовки на текстильной фабрике в Лоуренсе 1912 года он присутствует в брошюре, распространявшейся индустриальными рабочими мира.
В 1914 году Маргарет Сэнгер организовала ежемесячную рассылку восьмистраничных информационных буклетов The Woman Rebel, в которых пропагандировала контрацепцию под этим лозунгом. Она настаивала, что каждая женщина является хозяйкой своего тела.
В настоящее время слоган продолжает использоваться среди анархистов.

## В массовой культуре
- Лозунг дважды упоминался немецким философом Фридрихом Ницше в работе 1886 года «По ту сторону добра и зла. Прелюдия к философии будущего»[4].
- Профессор из романа Джозефа Конрада «Тайный агент», впервые опубликованного в 1907 году, говорит: «Мой девиз: ни Бога, ни господина»[5].
- Вдохновлённый лозунгом, английский поэт Альфред Эдвард Хаусман написал стихотворение «Законы Бога и людей», опубликованное в сборнике 1922 года Последние стихи[6].
- Women without superstition: No gods — No Masters! — название сборника произведений свободомыслящих женщин XIX—XX века, выпущенного Энни Лоури Гейлор[7].
- Название «Ни богов, ни господ» носит одно из четырёх возможных последних заданий компьютерной игры 2010 года Fallout: New Vegas.
- В компьютерной игре BioShock основатель города Восторг Эндрю Райан в своей речи говорит: «Ни богов, ни королей. Только Человек».

#### В музыке
Слоган активно используется в музыке, ассоциируясь с движением панков. Однако впервые он появился в музыке в 1965 году у французского шансонье-анархиста Лео Ферре (песня «Ni Dieu ni maître»). Существует одноимённая песня английской краст-панк/хеви-метал-группы Amebix (EP Who's the Enemy), шведской дет-метал-группы Arch Enemy (Khaos Legions), люксембургской неофолк-группы Rome (альбом Confessions D’Un Voleur D’Ames) и чикагской группы Harm's Way (EP No Gods, No Masters, 2010 год). Слоган используется в качестве припева в песни «Religious Cancer» группы Nailbomb (альбом Point Blank. В 2014 году канадская женская панк-группа Pantychrist выпустила одноимённую песню, в тексте которой отмечено использование лозунга феминистками. А название альбома No Gods, No Managers американской панк-группы Choking Victim перефразирует исконный лозунг.